# Cova de Barbuissell
La Cova de Barbuissell, és una cova del terme de Conca de Dalt, al Pallars Jussà, dins de l'antic terme de Toralla i Serradell, en l'àmbit del poble de Serradell.
Està situada al nord-oest de Serradell i del Forat de la Bóu, més proper, al nord de les Roques de la Bóu i al nord-est de les Roques del Seix. És a migdia de l'extrem de ponent del Serrat del Ban.
S'hi entra per una galeria curta que dona pas a la part superior d'una sala de 40 metres de llargària, 20 d'amplària i 20 d'alçària, on s'obren tot de galeries curtes, plenes de sediments. Al capdavall de la sala s'hi troba una colada que, si s'escala, dona pas a dues galeries diferents: l'anomenada via Mora, que segueix una galeria de 46,5 metres que es va estrenyent fins que no permet de continuar, i la via de Dalt, amb dues gateres d'entrada que menen a unes sales escalonades, amb diverses petites galeries.